# デイヴィッド・シュラム (天体物理学者)
デイヴィッド・シュラム（英語: David Schramm、1945年10月25日 - 1997年12月19日）は、アメリカ合衆国の天体物理学者、教育者であり、ビッグバン理論の世界有数の専門家である。
1965年マサチューセッツ工科大学卒業、1971年カリフォルニア工科大学からPh.D.を取得。1972年テキサス大学オースティン校助手となる。
ビッグバン原子核合成研究のパイオニア的存在であり、同研究を暗黒物質 （baryonic と non-baryonic の両方）とニュートリノの証明に用いたことでも他に先駆けた。また宇宙線、超新星爆発、元素合成の研究に重要な貢献をした。

## 受賞歴
- 1978年 - ヘレン・B・ワーナー賞
- 1984年 - リヒトマイヤー記念賞
- 1993年 - リリエンフェルト賞

## 著書
- Michael Riordan; David N. Schramm (1991). The shadows of creation : dark matter and the structure of the universe. W.H. Freeman and Co.. ISBN 0716721570（M.リオーダン、D.N.シュラム 著、青木薫 訳『宇宙創造とダークマター : 素粒子物理からみた宇宙論』吉岡書店、1994年。ISBN 4-8427-0248-6。）
- レーダーマン、シュラム 著、平田光司・清水韶光 訳『クォークから宇宙へ』東京化学同人〈SAライブラリー〉、1993年。ISBN 4-8079-1224-0。